# Викентий Леринский
Вике́нтий Лери́нский, либо Лири́нский (лат. Vincentius Lerinensis vel Lirinensis; ?, Туль, Белгика — до 450, Леринский монастырь, Галлия) — иеромонах, святой неразделённой Церкви, известный раннехристианский автор Галлии.
Почитается как отец Церкви (лат. Pater Ecclesiae) в Католической Церкви (память 24 мая) и в лике преподобных в Православной Церкви (память 24 мая (6 июня)).

## Жизнеописание
Сведения о жизни святого Викентия крайне скудны. Основным агиографическим источником о нём является сочинение Геннадия Массилийского «О знаменитых мужах» (лат. De viris illustribus), составленное около 495 года в продолжение одноимённого труда святого Иеронима Стридонского.
Викентий родился в городе Туль на северо-востоке современной Франции. Был родным братом святого Лупа. После службы в армии (лат. secularis militia) поступил в Леринский монастырь святого Гонората, где принял монашеский постриг. В 434 году под псевдонимом Перегрин написал своё самое известное сочинение «Памятные записки» (лат. Commonitorium). Скончался в царствование императоров Феодосия II и Валентиниана III, то есть в 450 году или ранее. Викентий был высоко оценён своими современниками, так святитель Евхерий Лионский назвал его святым мужем, выдающимся в красноречии и знаниях.

## Богословские взгляды
В своих «Памятных записках» святой Викентий сформулировал следующий критерий истинности, непосредственно связанный со свойством кафоличности Церкви:

В самой же кафолической Церкви особенно должно заботиться нам о том, чтобы содержать то, чему верили повсюду, всегда, все; ибо истинно и в собственном разуме кафолическое, как показывает значение и смысл наименования сего, — то, что всё вообще объемлет.
Оригинальный текст (лат.)In ipsa item catholica ecclesia, magnopere curandum est ut id teneamus quod ubique, quod semper, quod ab omnibus creditum est ; hoc est etenim uere proprieque catholicum, quod ipsa uis nominis ratioque declarat, quae omnia fere uniuersaliter conprehendit .
— Памятные записки Перегрина о древности и всеобщности кафолической веры против непотребных новизн всех еретиков
По мнению некоторых исследователей этот критерий был направлен против доктрины святого Августина о благодати. В вопросе соработничества между Божественной благодатью и человеческой волей святой Викентий занимал позицию преподобного Иоанна Кассиана и отстаивал то, что позже в православном богословии стали называть синергией. Полемизируя с ними, ученик святого Августина Проспер Аквитанский называл их «остатками пелагианской ереси» (лат. Pelagianae pravitatis reliquiae). С XVI века католическое богословие классифицирует оппозицию Августину в лице святых Иоанна Кассиана, Викентия Леринского и Фавста Регийского термином полупелагианство.
С началом Реформации «Памятные записки» многократно переиздавались на разных языках.

## Переводы
- Памятные записки. Каз., 1863;
- Напоминания: Трактат Перегрина о древности и всеобщности кафолической веры против непотребных новизн всех еретиков / Пер. П. Пономарева. Каз., 1904;
  - То же // Прп. Викентий Лиринский о Свящ. Предании Церкви. СПб., 2000. С. 14-112; Памятные записки Перегрина. М., 1999.